# Schweizer Skimeisterschaften 1960
Die Schweizer Skimeisterschaften 1960 fanden am 24. Januar 1960 in Flims und vom 29. bis 31. Januar 1960 in Wildhaus sowie in Saas-Fee statt. Ausgetragen wurden im Skilanglauf die Distanzen 15 km und 50 km sowie die 4 × 8-km-Staffel. Den 15-km-Lauf gewann Lorenz Possa und den 50-km-Lauf Michel Rey. Zudem siegte wie im Vorjahr die Staffel vom SC Obergoms. Das Skispringen gewann Andreas Däscher und die Nordische Kombination Viktor Kronig. Im Ski Alpin wurden die Disziplinen Abfahrt, Riesenslalom und Slalom ausgetragen. Bei den Männern triumphierte Willi Forrer in der Abfahrt, Adolf Mathis beim Slalom und Roger Staub beim Riesenslalomrennen sowie abschliessend in der Kombination. Margrit Gertsch siegte bei den Frauen in der Abfahrt und Madeleine Chamot-Berthod im Riesenslalom. Zudem wurde Annemarie Waser Meisterin in der Kombination und zusammen mit Liselotte Michel im Slalom.

## Skilanglauf

### 15 km
| Platz | Name            | Verein            | Zeit (min) |
| ----- | --------------- | ----------------- | ---------- |
| 01    | Lorenz Possa    | Leukerbad         | 52:09,7    |
| 02    | Konrad Hischier | SC Obergoms       | 52:21,1    |
| 03    | Michel Rey      | Les Cernets       | 52:39,4    |
| 04    | Alphonse Baume  | St. Imier         | 53:05,6    |
| 05    | Viktor Kronig   | Zermatt           | 53:05,6    |
| 06    | Fritz Kocher    | Zürich-Altstetten | 53:35,2    |
| 07    | Werner Zwingli  | Zürich-Altstetten | 53:35,6    |
| 08    | Paul Bebi       | Zürich-Altstetten | 55:05,0    |
| 09    | Ludwig Regli    | Andermatt         | 55:11,5    |
| 010   | Reymond Jordan  | Daviaz            | 55:32,4    |

Datum: Samstag, 30. Januar 1960 in Saas-Fee
 Lorenz Possa aus Leukerbad gewann 11,4 Sekunden Vorsprung auf Konrad Hischier und Michel Rey den Schweizer Meistertitel. Der Vorjahressieger Viktor Kronig wurde Fünfter und der Mitfavorit Fritz Kocher Sechster.

### 50 km
| Platz | Name           | Verein                 | Zeit (std) |
| ----- | -------------- | ---------------------- | ---------- |
| 01    | Michel Rey     | Les Cernets            | 3:04:12    |
| 02    | Fritz Kocher   | Zürich-Altstetten      | 3:05:37    |
| 03    | Erwino Hari    | SC Adelboden           | 3:13:18    |
| 04    | Jean Max       | Grenzwachtkorps Wallis | 3:19:11    |
| 05    | Ludwig Regli   | Andermatt              | 3:20:41    |
| 06    | Georges Dubois | Chaux-de-Fonds         | 3:21:58    |
| 07    | Hans Ammann    | Alt St. Johann         | 3:23:47    |
| 08    | Emil Fröhlich  | Le Brassus             | 3:26:11    |

Datum: Sonntag, 24. Januar 1960 in Flims

Wie im Vorjahr siegte Michel Rey mit einer Zeit von 3:04:12 Stunden und mit einer Minute und 25 Sekunden Vorsprung auf Fritz Kocher aus Zürich-Altstetten. Dritter wurde Erwino Hari vom SC Adelboden. Es nahmen 80 Läufer teil. Nach dem Rennen wurde ein Protest eingereicht, wonach Michel Rey beide Skis regelwidrig gewechselt hat (erlaubt war der Wechsel eines Skis). Daraufhin wurde Rey am 2. Februar 1960 vom Zentralvorstand des Schweizer Skiverbandes für ein Jahr gesperrt. Aufgrund formeller Mängel des Protestes wurde er für dieses Rennen nicht disqualifiziert.

### 4 × 8 km Staffel
| Platz | Namen                                                        | Verein               | Zeit (std) |
| ----- | ------------------------------------------------------------ | -------------------- | ---------- |
| 01    | Karl Hischier Fredy Imfeld Peter Michlig Konrad Hischier     | SC Obergoms          | 1:57:53,6  |
| 02    | Paul Bebi Norbert Schmed Fritz Kocher Werner Zwingli         | SC Altstetten-Zürich | 1:58:12,4  |
| 03    | Werner Truffer Gusti Biner Gabriel Zumtaugwald Viktor Kronig | Zermatt              | 2:01:15,9  |
| 04    |                                                              | SC La Brévine        | 2:02:05,7  |
| 05    |                                                              | SC Einsiedeln        | 2:03:52,8  |

Datum: Sonntag, 31. Januar 1960 in Saas-Fee

Mit 19 Sekunden Vorsprung siegte wie im Vorjahr die Staffel vom SC Obergoms vor den SC Altstetten-Zürich.

## Nordische Kombination

### Einzel
| Platz | Name                 | Ort               | Punkte |
| ----- | -------------------- | ----------------- | ------ |
| 01    | Viktor Kronig        | Zermatt           | 57,79  |
| 02    | Alois Kälin          | SC Einsiedeln     | 58,57  |
| 03    | Louis-Charles Golay  | Ste Croix         | 72,53  |
| 04    | Gabriel Zumtaugwald  | Zermatt           | 90,99  |
| 05    | Jean-Maurice Reymond | Chaux-de-Fonds    | 91,00  |
| 06    | William Schneeberger | La Chaux-de-Fonds | 108,69 |

Datum:  Samstag, 30. Januar 1960 in Saas-Fee

Viktor Kronig gewann vor Alois Kälin und Louis-Charles Golay seinen ersten Schweizer Meistertitel in der Nordischen Kombination. Es waren 25 Athleten am Start.

## Skispringen

### Normalschanze
| Platz | Name                | Verein       | Weite 1 | Weite 2 | Punkte |
| ----- | ------------------- | ------------ | ------- | ------- | ------ |
| 01    | Andreas Däscher     | Meilen       | 55,0 m  | 59,5 m  | 218,9  |
| 02    | Ueli Scheidegger    | SC Adelboden | 50,5 m  | 55,5 m  | 205,2  |
| 03    | Conrad Rochat       | Le Brassus   | 48,0 m  | 55,0 m  | 203,6  |
| 04    | Francis Perret      | Le Locle     |         |         | 200,2  |
| 05    | Hans-Kurt Hauswirth | Gstaad       |         |         | 194,1  |
| 06    | Rudolf Bärtschi     | SC Adelboden |         |         | 192,8  |

Datum:  Sonntag, 31. Januar 1960 in Saas-Fee

Andreas Däscher gewann auf der Mischabelschanze mit Weiten von 55 und 59,5 Metern nach 1950, 1953, 1954, 1956, 1957, 1958 und 1959 seinen achten Meistertitel.

## Ski Alpin

### Männer

#### Abfahrt
| Platz | Name             | Verein   | Zeit (min) |
| ----- | ---------------- | -------- | ---------- |
| 01    | Willi Forrer     | Wildhaus | 2:37,2     |
| 02    | Jakob Ardüser    | SC Davos | 2:40,3     |
| 03    | Roger Staub      | Arosa    | 2:41,5     |
| 04    | Nando Pajarola   | SC Davos | 2:42,7     |
| 05    | Fredy Brupbacher | Zürich   | 2:43,7     |
| 06    | Willy Mottet     | Biel     | 2:44,8     |

Datum:  Samstag, 30. Januar 1960 in Wildhaus

#### Riesenslalom
| Platz | Name                | Verein   | Zeit (min) |
| ----- | ------------------- | -------- | ---------- |
| 01    | Roger Staub         | Arosa    | 2:52,8     |
| 02    | Nando Pajarola      | SC Davos | 2:53,7     |
| 03    | Willy Forrer        | Wildhaus | 2:56,0     |
| 04    | Jakob Ardüser       | SC Davos | 2:56,6     |
| 05    | Robert Grünenfelder | Wangs    | 2:58,3     |
| 06    | Adolf Mathis        | Bannalp  | 3:00,1     |

Datum: Freitag, 29. Januar 1960 in Wildhaus

#### Slalom
| Platz | Name               | Verein        | Zeit (min) |
| ----- | ------------------ | ------------- | ---------- |
| 01    | Adolf Mathis       | Bannalp       | 2:11,6     |
| 02    | Georges Schneider  | Château-d’Oex | 2:13,2     |
| 03    | Roger Staub        | Arosa         | 2:14,1     |
| 04    | Georg Grünenfelder | Wangs         | 2:16,0     |
| 05    | Werner Schmid      | SC Stoos      | 2:16,5     |
| 06    | Willy Forrer       | Wildhaus      | 2:16,9     |

Datum:  Sonntag, 31. Januar 1960 in Wildhaus

#### Kombination
Die Kombination wurde über eine Punktewertung aus den Ergebnissen von Abfahrt, Riesenslalom und Slalom berechnet.
| Platz | Name                | Verein   | Punkte |
| ----- | ------------------- | -------- | ------ |
| 01    | Roger Staub         | Arosa    | 3,75   |
| 02    | Willy Forrer        | Wildhaus | 3,96   |
| 03    | Jakob Ardüser       | SC Davos | 6,45   |
| 04    | Adolf Mathis        | Bannalp  | 8,20   |
| 05    | Nando Pajarola      | SC Davos | 9,77   |
| 06    | Robert Grünenfelder | Wangs    | 10,79  |

### Frauen

#### Abfahrt
| Platz | Name            | Verein  | Zeit (min) |
| ----- | --------------- | ------- | ---------- |
| 01    | Margrit Gertsch | Wengen  | 2:22,0     |
| 02    | Annemarie Waser | Bannalp | 2:26,8     |
| 03    | Lilo Michel     | Mürren  | 2:29,8     |
| 04    | Yvonne Rüegg    | Arosa   | 2:31,0     |
| 05    | Rosa Waser      | Bannalp | 2:33,7     |
| 06    | Silvia Gnehm    | Zürich  | 2:35,2     |

Datum:  Samstag, 30. Januar 1960 in Wildhaus

#### Riesenslalom
| Platz | Name                     | Verein        | Zeit (min) |
| ----- | ------------------------ | ------------- | ---------- |
| 01    | Madeleine Chamot-Berthod | Château-d’Oex | 1:43,3     |
| 02    | Annemarie Waser          | Bannalp       | 1:49,1     |
| 03    | Lilo Michel              | Mürren        | 1:50,4     |
| 04    | Madeleine Clivio-Stucki  | Spiez         | 1:50,6     |
| 05    | Hedy Beeler              | Arosa         | 1:51,3     |
| 06    | Yvonne Rüegg             | Arosa         | 1:52,9     |

Datum: Freitag, 29. Januar 1960 in Wildhaus

#### Slalom
| Platz | Name                    | Verein   | Zeit (min) |
| ----- | ----------------------- | -------- | ---------- |
| 01    | Lilo Michel             | Mürren   | 2:02,5     |
| 01    | Annemarie Waser         | Bannalp  | 2:02,5     |
| 03    | Margrit Gertsch         | Wengen   | 2:07,8     |
| 04    | Yvonne Rüegg            | Arosa    | 2:10,4     |
| 05    | Paulette Ganty          | Montreux | 2:11,3     |
| 06    | Madeleine Clivio-Stucki | Spiez    | 2:12,0     |

Datum:  Sonntag, 31. Januar 1960 in Wildhaus

#### Kombination
Die Kombination wurde über eine Punktewertung aus den Ergebnissen von Abfahrt, Riesenslalom und Slalom berechnet.
| Platz | Name             | Verein  | Punkte |
| ----- | ---------------- | ------- | ------ |
| 01    | Annemarie Waser  | Bannalp | 8,02   |
| 02    | Lilo Michel      | Mürren  | 11,11  |
| 03    | Margrit Gertsch  | Wengen  | 12,36  |
| 04    | Yvonne Rüegg     | Arosa   | 17,81  |
| 05    | Hedy Beeler      | Arosa   | 30,00  |
| 06    | Madeleine Bonzon | Villars | 31,93  |